# Oreta fuscopurpurea
Oreta fuscopurpurea is een vlinder uit de familie van de eenstaartjes (Drepanidae). De wetenschappelijke naam van de soort is voor het eerst geldig gepubliceerd in 1956 door Inoue.